# Parco provinciale del Lago Sproat
Il parco provinciale del Lago Sproat è un parco provinciale vicino a Port Alberni in Columbia Britannica, sull'Isola di Vancouver, in Canada. Prende il nome dal lago intitolato all'imprenditore e funzionario coloniale del XIX secolo Gilbert Malcolm Sproat.

## Incisioni rupestri

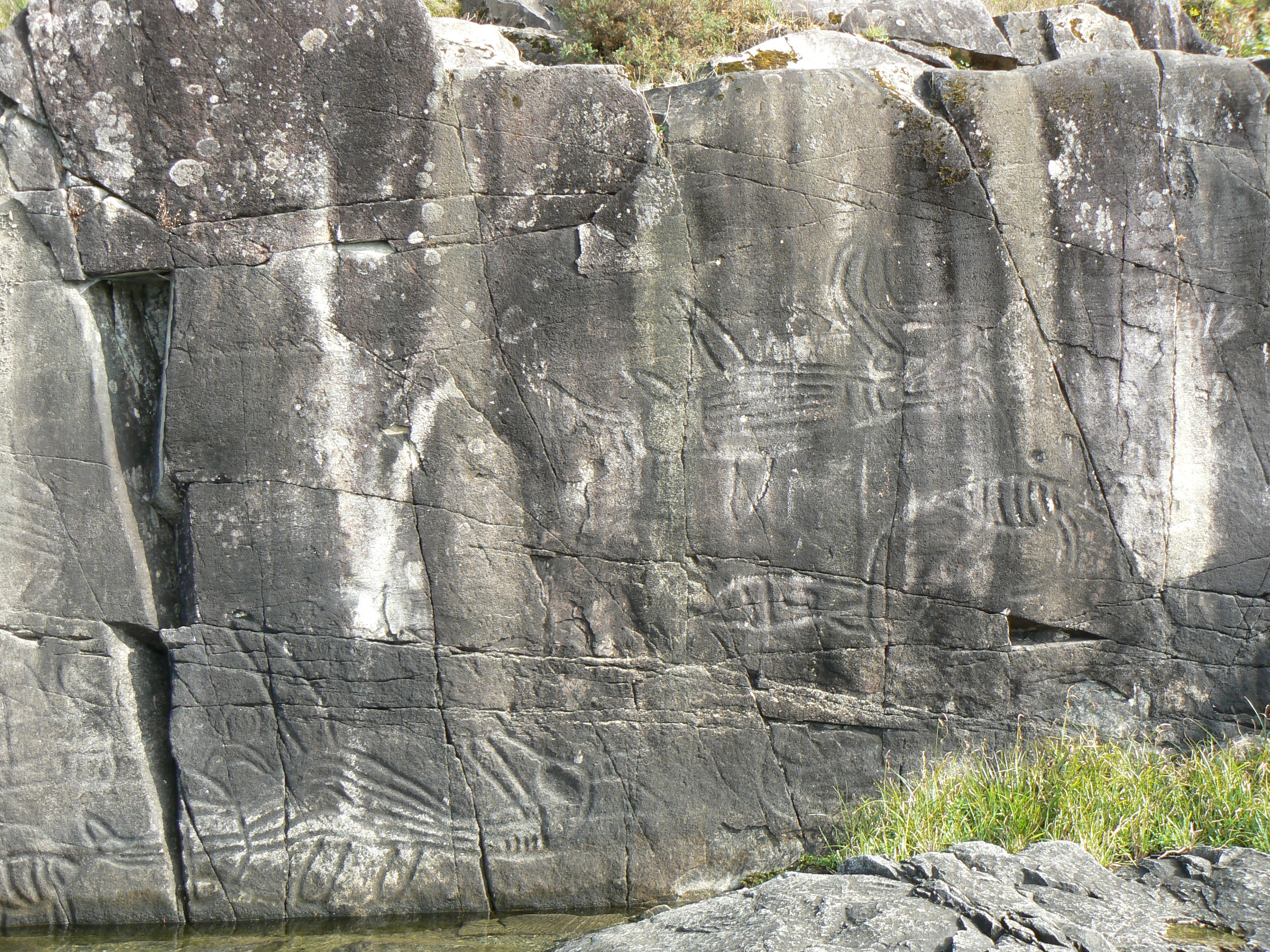
Incisioni rupestri presso il Lago Sproat

Una delle caratteristiche più significative del parco è un pannello di incisioni rupestri chiamato "K'ak'awin" sulle rive del lago che raffigurano figure mitologiche. Sebbene si sappia poco dell'origine delle immagini preistoriche, l'area è stata tradizionalmente occupata dal Prima Nazione Hupacasath.

## Caratteristiche del parco
Il parco con un'estensione di 39 ettari sulla British Columbia Highway 4 si trova 15 km ad ovest di Port Alberni ed è una popolare area di vacanze con la possibilità di praticare nuoto e canottaggio nel lago Sproat e campeggio. Sulla sponda Nord del lago, c'è un famoso porto le barche, una piccola spiaggia e 58 campeggi accessibili ai veicoli nel parco. Il parco è vicino alla base di partenza della Coulson Flying Tankers, che gestisce gli aerei antincendio Martin JRM Mars.